# Viviers-lès-Lavaur
Viviers-lès-Lavaur ist eine französische Gemeinde mit 265 Einwohnern (Stand 1. Januar 2022) im Département Tarn in der Region Okzitanien. Sie gehört zum Kanton Lavaur Cocagne und zum Arrondissement Castres. 
Sie grenzt im Norden an Lavaur, im Nordosten an Lacougotte-Cadoul, im Südosten an Veilhes, im Süden an Maurens-Scopont und Villeneuve-lès-Lavaur, im Südwesten an Bannières und im Nordwesten an Belcastel.

## Bevölkerungsentwicklung
| Jahr      | 1962 | 1968 | 1975 | 1982 | 1990 | 1999 | 2008 | 2015 |
| --------- | ---- | ---- | ---- | ---- | ---- | ---- | ---- | ---- |
| Einwohner | 210  | 147  | 132  | 140  | 156  | 159  | 174  | 222  |